# Laboratorium Nr. 12
Im Laborinstitut des Volkskommissariats für innere Angelegenheiten genannt Laboratorium Nr. 12 (auch „Kamera“ oder „die Kammer“ genannt) in Moskau wurden für die Regierung der UdSSR giftige Stoffe für gezielte Tötungen erforscht, getestet und für „schmutzige Operationen“ bereitgestellt. Es steht seit 1992 unter der Aufsicht der Behörden der Russischen Föderation, doch unterliegt seine Tätigkeit weiterhin strengster Geheimhaltung.

## Geschichte
1921 begann die Einrichtung eines Geheimlabors für biologische und chemische Substanzen, es wurde dem Geheimdienst Tscheka unterstellt. Dieser ließ in dem Labor giftige Reagenzien erforschen, die bei der Bekämpfung politischer Gegner eingesetzt werden sollten.
Im Jahr 1934 zog das Labor in die Warsonofewski-Gasse Nr. 11 um, unweit der Geheimdienstzentrale Lubjanka. Die Fachaufsicht führte bis 1937 die Akademie der Wissenschaften der UdSSR, dann wurde es auch fachlich dem NKWD unterstellt. Ab 1940 leitete der NKWD-Oberst Professor Grigori Mairanowski das Laboratorium. Die Einrichtung genoss die volle Unterstützung des Politbüros mit Stalin an der Spitze. Auch dessen Nachfolger Nikita Chruschtschow, Leonid Breschnew und Juri Andropow billigten die Experimente und die Giftattacken auf politische Gegner.
Der frühere KGB-General Pawel Sudoplatow legte in einem 1997 erschienenen Buch über seine Geheimdiensteinsätze dar, dass in den Jahren 1937 bis 1947 sowie 1950 innerparteiliche Gegner Stalins mit in dem Labor hergestellten Giftstoffen ermordet worden seien. Dies sei das Ergebnis einer internen Untersuchung gewesen, die Chruschtschow nach dem 20. Parteitag der KPdSU von 1956 angeordnet habe.
Nach dem Tod Stalins 1953 wurde den abgelösten und verhafteten Geheimdienstchefs Lawrenti Beria und Wsewolod Merkulow, die im Machtkampf im Kreml unterlegen waren, vorgeworfen, Menschenversuche mit Gift während der Verhöre von Häftlingen genehmigt zu haben.
Das Geheimlabor wird seit dem Zerfall der Sowjetunion 1991 vom FSB, dem Inlandsgeheimdienst der Russischen Föderation, weitergeführt. Nach offiziellen Angaben besteht seine Hauptaufgabe darin, an Programmen zur Abwehr von Giftanschlägen auf Personen und Einrichtungen mitzuwirken. Doch räumen auch russische Experten ein, dass die dort hergestellten Substanzen auch bei Agenteneinsätzen im Ausland zur Anwendung kommen.

## Forschungsaufträge
Die giftigen Produkte, die im Laboratorium Nr. 12 synthetisiert und erforscht wurden, wurden über die Jahre mehr und mehr verbessert, um sie den Anforderungen der jeweiligen KGB-Führer und des Obersten Sowjets anzupassen.
Alle Projekte der Einheit unterlagen der strengsten Geheimhaltung. Unternommen wurden vor allem Menschenversuche mit Giften. In der „Kammer“ wurden Agenzien an Verurteilten getestet, bevor sie erschossen wurden, um ihre Körper in verschiedenen Vergiftungsstadien untersuchen zu können. Zu den verwendeten Chemikalien gehörten unter anderem Senfgas, Rizin, Digitoxin, Thallium und Curare.
Ebenfalls erforscht wurde die Beibringung dieser Gifte durch verborgene Nadeln oder Druckluftpistolen. Ein weiterer Schwerpunkt war die Suche nach einem geschmacklosen Gift, das unbemerkt in das Essen von zu beseitigenden Personen gemengt werden konnte.

## Opfer
1946 wurde der ukrainische Nationalist Oleksander Schumsky, der in das russische Gebiet Saratow verbannt worden war, mit Gift aus dem Laboratorium Nr. 12 ermordet, 1959 der ukrainische Nationalistenführer Stepan Bandera in München.
Theodor Romscha, Erzbischof der griechisch-katholischen Kirche in der von der Sowjetunion annektierten Westukraine, soll 1947 ebenfalls vergiftet worden sein.
Nikolai Chochlow, ein Überläufer und ehemaliger KGB-Mitarbeiter, wurde 1957 beinahe mit einer seltenen Thalliumverbindung ermordet, die ihm in den Kaffee gemischt worden war. Er konnte von US-Spezialisten durch eine einjährige Intensivbehandlung gerettet werden. Sie kamen zum Ergebnis, dass das Gift im Laboratorium Nr. 12 hergestellt worden war.
Der bulgarische Dissident Georgi Markow wurde 1978 in London mit Rizinkügelchen vergiftet, die ebenfalls im Laboratorium Nr. 12 hergestellt worden sein sollen. Den Anschlag führte der bulgarische Geheimdienst durch, doch das Gift bekam er vom KGB, wie der ehemalige KGB-Generalmajor Oleg Kalugin bekanntgab.